# Pelyněk estragon
Pelyněk estragon (Artemisia dracunculus), též zvaný pelyněk kozalec, je rostlina z čeledi hvězdnicovité (Asteraceae). Používá se již od starověku jako léčivá rostlina, dále též jako koření.

## Popis
Je to vytrvalá rostlina 60 až 120 cm vysoká. Má přímou lodyhu, hustě prutnatě větvenou a celokrajnými, nedělenými, široce čárkovitými kopinatými přisedlými listy. Květní úbory jsou žlutokvěté, stopkaté. Roste na březích řek jižní a střední Evropy a v západní Americe,

## Rozšíření
Původně se vyskytoval v Asii (konkrétně v Mongolsku a na Sibiři), odkud ho do Španělska během 11. století patrně rozšířili mongolští nájezdníci. Ve 13. století ho ve svých spisech zmiňuje Avicenna, ve 14. století ho do Francie při návštěvě papeže Klementa VI. rozšířila svatá Kateřina a do Ruska se dostal díky Kateřině Veliké.
Dnes se pěstuje téměř po celé Evropě a ve velké části Ameriky, hlavními komerčními producenty jsou Francie a Kalifornie. Daří se mu v mokřadech se zásaditou půdou, březových lesích, poblíž řek, na svazích a stepích.

## Pěstování

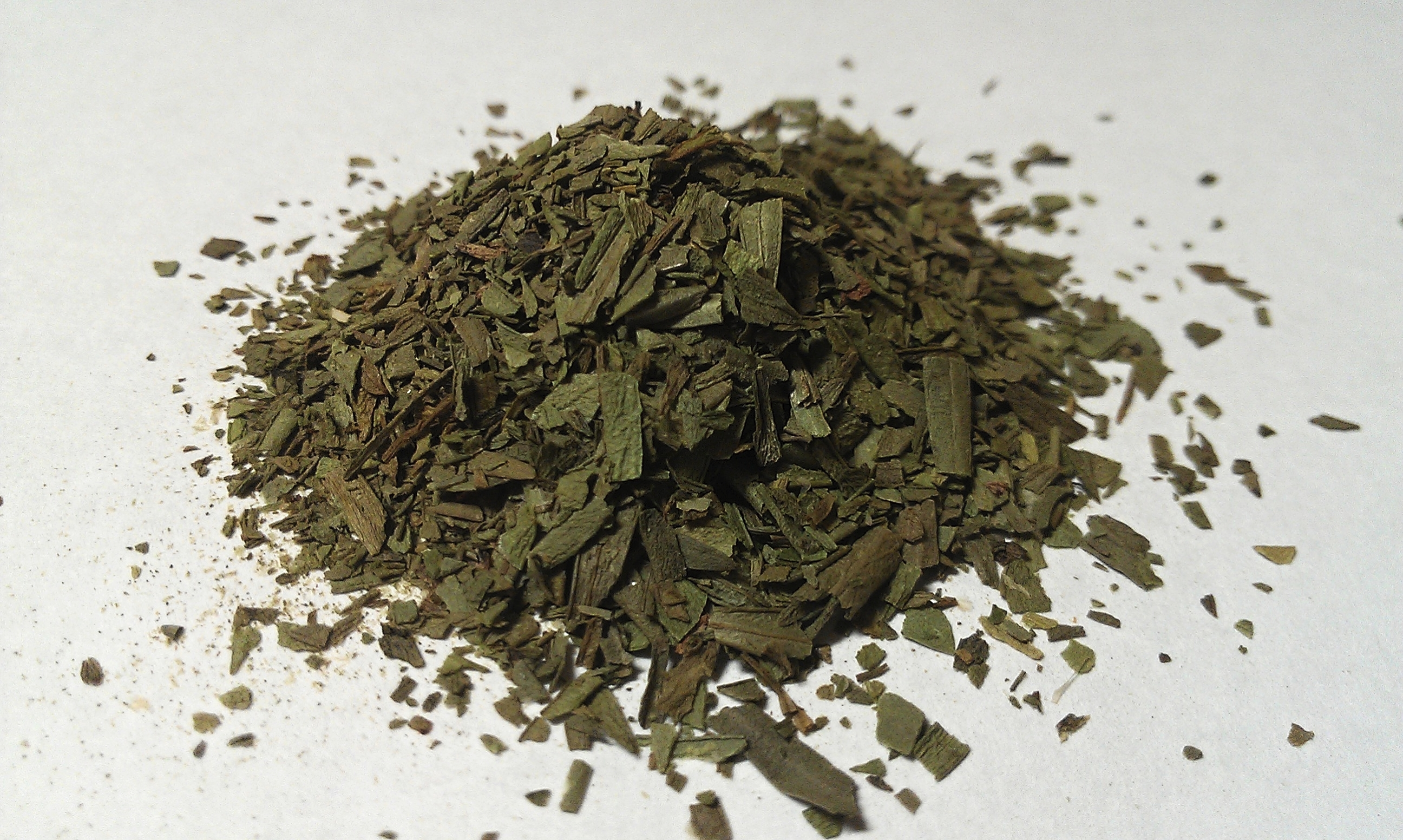
Koření estragon

Estragon se vysévá v dubnu do truhlíčků, pěstuje se i na okenní římse a sazenice se vysazují do záhonu v polovině května na slunné a teplé stanoviště. Daří se jí v humózní a živinami bohaté půdě v teplých a chráněných polohách. Množí se vegetativně dělením starých trsů nebo odnožemi. Při sklizni, kterou můžeme provádět až třikrát do roka, uřezáváme 20 až 30 cm dlouhé vrcholky trsu dříve, než rozvijí poupata. V té době obsahuje nejvíce silice, která dodává koření příjemnou aromatickou vůni a ostrou, slabě nahořklou chuť. Na záhonu vyžaduje vydatnou zálivku, v květináči ale nesnáší přelití. Prospívá mu přihnojení kopřivovým výluhem. Na zimu chráníme rostliny, seřezané asi 6 cm nad zemí, přikrytím slámou nebo listím před vymrzáním.

### Sušení
Sušení musíme provádět co nejrychleji a teplota při tom nesmí přestoupit 35 °C, jinak se ztrácí aroma a rostlina hnědne. Kdo ji má na své zahrádce nebo za oknem, může ji s výhodou používat v čerstvém stavu.

## Použití v gastronomii

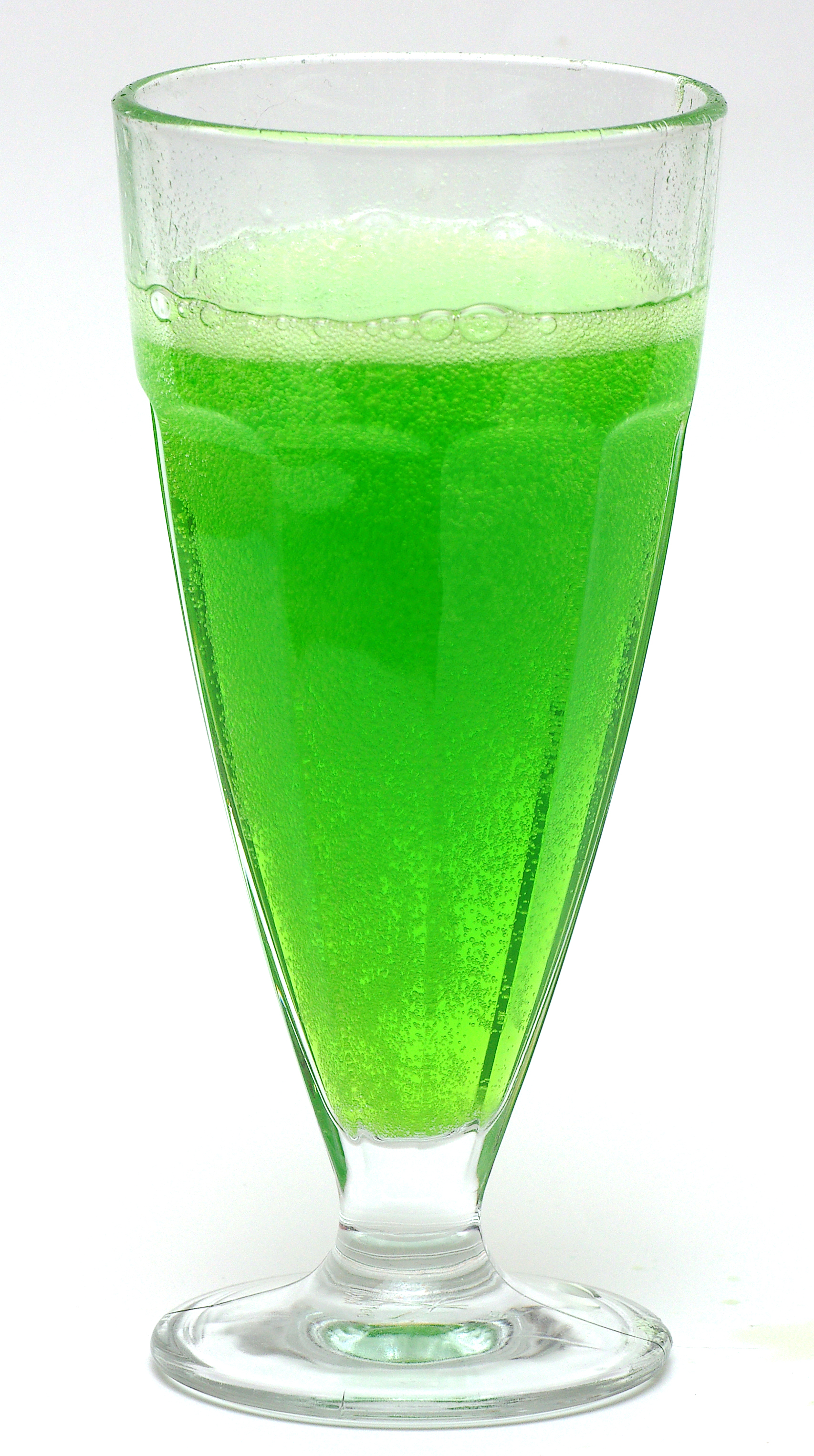
Estragon ve sklenici

Estragon má svůj původ ve střední a jihozápadní Asii, je proto častou součástí pokrmů v kuchyni Turků. Listy estragonu mají jemnou hořkosladkou kořeněnou chuť. Používá se k aromatizování vinných nebo ovocných octů, bylinkových másel, do nádivek, drůbeže, k pečeným a dušeným masům, do omáček, při nakládání zeleniny, k přípravě estragonové hořčice, při nakládání okurek, do čínských a francouzských pokrmů, k rýži a vařeným rybám, do salátů, polévek a marinád. Jako koření se používají čerstvé i sušené listy, často spolu se stonky. Pokrmům dodává pikantně trpkou příchuť.

## Použití ve fytoterapii
Estragon významně podporuje tvorbu žluči, působí mírně močopudně, zvyšuje chuť k jídlu a zlepšuje trávení. Má i prokazatelný vliv antisklerotický a tonizační. Tlumí křečové bolesti při dyspepsii a podobných poruchách trávení. V lidovém léčitelství se používá na střevní parazity (roupy, škrkavky). Používá se v čerstvém i sušeném stavu, ale v malém množství.[zdroj?]
Estragon má mírné anestetické a sedativní vlastnosti. Pokud se používá jako čaj, má uklidňující vlastnosti a používá se jako léčba hyperaktivity. Bylinkáři použijí bylinku jako pomoc při trávení díky své schopnosti štěpit živočišné tuky a bílkoviny. Má být užitečný při léčbě bolesti revmatoidní a artritické léčby. Lékař a botanik Ibn al-Bajtár, který žil ve 13. století ve Španělsku, uvádí, že estragon oslazuje dech a napomáhá spánku.

## Zajímavost
Název Artemisia pochází zřejmě od řecké bohyně Artemis – ochránkyně panen, protože některé druhy tohoto rodu mají abortivní účinek. Druhový název dracunculus znamená latinsky malý drak, saň nebo had, pravděpodobně pro čárkovité listy ve tvaru jazyka.